# Vautrin (film, 1943)
Pour les articles homonymes, voir Vautrin.
Pour plus de détails, voir Fiche technique et Distribution.
Vautrin est un film français réalisé par Pierre Billon et sorti en 1943.
Il s'agit de l'adaptation du personnage Vautrin, protagoniste de plusieurs romans de La Comédie humaine : Illusions perdues, Le Père Goriot et Splendeurs et misères des courtisanes d'Honoré de Balzac.

## Synopsis
Un célèbre forçat Jacques Collin, alias Trompe la mort, ou abbé Carlos Herrera, aussi appelé Vautrin, s'évade du bagne. Le hasard le fait rencontrer Lucien de Rubempré, un impétueux et éternel amoureux qui, lorsqu'il est éconduit, s'affaisse. Ému par cette fragilité, il le prend sous son aile, et fera tout son possible pour que sa créature accède au bonheur, quitte à imaginer les pires manigances et autres escroqueries, avec l'aide d'une bande d'habiles vilains.

## Fiche technique
- Titre français : Vautrin
- Réalisation : Pierre Billon
- Scénario : Pierre Benoit, d'après les œuvres d'Honoré de Balzac[1]
- Dialogues : Marc-Gilbert Sauvajon[1]
- Décors : René Renoux
- Costumes : Jacques Manuel[1]
- Musique : Maurice Thiriet
- Photographie : Paul Cotteret
- Son : René Louge
- Montage : André Gug et Madeleine Gug
- Production : Georges Lampin
- Société de production : Société Nouvelle des Établissements Gaumont (SNEG)[1]
- Société de distribution : CPLF - Gaumont[1]
- Pays de production :  France
- Langue originale : français
- Format : noir et blanc – 1.37:1 – 35 mm – son monophonique
- Genre : comédie dramatique
- Durée : 120 minutes
- Dates de sortie :
  - France : 13 décembre 1943 (Angoulême) ; 12 juin 1944 (Paris)
- Affiches : Roger Cartier, Bernard Lancy (France)

## Distribution
- Michel Simon : Jacques Collin dit Vautrin
- Georges Marchal : Lucien de Rubempré
- Madeleine Sologne : Esther Gobseck
- Louis Seigner : Frédéric de Nucingen
- Jacques Varennes : le procureur Grandville
- Georges Colin : Contenson
- Gisèle Casadesus : Clotilde de Grandlieu
- Michèle Lahaye : Léontine de Sérisy, cousine du procureur Grandville
- Gisèle Préville : Diane de Maufrigneuse, amie de madame de Sérisy
- Georges Marny : Eugène de Rastignac
- Line Noro : Madame de Saint-Estève dite « Asie », tante et complice de Vautrin
- Lucienne Bogaert : « Europe », complice de Vautrin
- Pierre Labry : Paccard, complice de Vautrin
- Georges Paulais (non crédité) : maître Derville
- Guillaume de Sax : le gouverneur du bagne de Rochefort
- Marcel Mouloudji (non crédité) : Calvi, l'évadé du bagne en compagnie de Vautrin
- Maurice Schutz : l'abbé Carlos Herrera, dont Vautrin usurpe l'identité
- Marcel André : le juge Camusot
- Nane Germon : madame Camusot
- Renée Albouy : la marquise Jeanne d'Espard
- René Blancard (non crédité) : Coquard
- Hélène Dartigue (non créditée) : Amélie
- Albert Malbert (non crédité) : le cocher de Nucingen

## Production
Le tournage débute le 16 juin 1943. Il a lieu à Sarlat-la-Canéda (Dordogne) et Fontainebleau (Seine-et-Marne), ainsi qu'aux studios des Buttes-Chaumont, dès le 28 juin.

## Sortie vidéo
Le film, restauré en 2015, sort le 1er avril 2020 en Blu-ray dans la collection Gaumont Découverte Blu-ray, avec en complément une interview d'Agathe Novak-Lechevalier (spécialiste de l'œuvre d'Honoré de Balzac).